# Ликарет
Ликарет — тиран Лемноса в конце VI века до н. э.

## Биография
Братом Ликарета был Меандрий, секретарь Поликрата, овладевший после его гибели в 522 году до н. э. Самосом. При помощи хитрости Меандрий заключил своих недоброжелателей в тюрьму. Когда же Меандрий заболел, то Ликарет, в ожидании его смерти, отдал приказ казнить узников, «чтобы легче самому захватить власть».
Вскоре острова Имброс и Лемнос были завоеваны персами под предводительством Отаны, которому помогал правитель Митилены Кой. По замечанию Геродота, островитяне доблестно оборонялись, но не смогли отстоять свою независимость. Ликарет, который, по мнению  Э. В. Рунга, мог принадлежать к ближайшему греческому окружению Дария I, стал тираном Лемноса. Н. Хаммонд предположил, что именно Ликарет уничтожил пеласгийское население острова около 509 года до н. э. Г. Берве датирует эти события примерно 511 годом до н. э. По мнению Э. Мейера, Ликарет управлял поселением афинских клерухов.
Вскоре Ликарет умер, и Лемносом овладел Мильтиад.